# Heterophasia
Heterophasia é um género de ave da família Leiothrichidae.

## Espécies
Este género contém as seguintes espécies:
- Heterophasia capistrata
  - Heterophasia capistrata nigriceps
- Heterophasia gracilis
- Heterophasia melanoleuca
- Heterophasia desgodinsi
- Heterophasia auricularis
- Heterophasia pulchella
- Heterophasia picaoides